# Snowboard-Europacup 2010/11
Der Snowboard-Europacup 2010/11 war eine von der FIS organisierte Wettkampfserie, die zum Unterbau des Snowboard-Weltcups 2010/11 gehörte. Sie begann am 28. Oktober 2010 in Saas-Fee und endete am 27. März 2011 im Lachtal sowie in Jasná.

## Männer

### Podestplätze Männer
| Datum             | Austragungsort    | Disz.                 | Sieger              | Zweiter                | Dritter                |
| ----------------- | ----------------- | --------------------- | ------------------- | ---------------------- | ---------------------- |
| 27. Oktober 2010  | Saas-Fee          | Halfpipe              | Ilkka-Eemeli Laari  | Aluan Ricciardi        | Sergei Tarassow        |
| 27. November 2010 | Hochfügen         | Parallel-Riesenslalom | Roland Fischnaller  | Edwin Coratti          | Tyler Jewell           |
| 4. Dezember 2010  | Welschnofen       | Parallel-Riesenslalom | Stanislaw Detkow    | Alexander Belkin       | Lukas Mathies          |
| 5. Dezember 2010  | Welschnofen       | Parallelslalom        | Stanislaw Detkow    | Edwin Coratti          | Jossyp Penjak          |
| 11. Dezember 2010 | Ratschings        | Parallel-Riesenslalom | Johann Stefaner     | Stanislaw Detkow       | Edwin Coratti          |
| 18. Dezember 2010 | Cortina d’Ampezzo | Snowboardcross        | William Bankes      | Mathias Schöpf         | Tom Vasins             |
| 19. Dezember 2010 | Cortina d’Ampezzo | Snowboardcross        | Emanuel Perathoner  | Mathias Schöpf         | Martin Nörl            |
| 8. Januar 2011    | Puy-Saint-Vincent | Snowboardcross        | Kevin Hill          | François Boivin        | Maciej Jodko           |
| 22. Januar 2011   | Les Deux Alpes    | Halfpipe              | Sergei Tarassow     | Yannick Imboden        | Michał Ligocki         |
| 23. Januar 2011   | Les Deux Alpes    | Halfpipe              | Sergei Tarassow     | Pawel Charitonow       | Dmitri Mindrul         |
| 24. Januar 2011   | Les Deux Alpes    | Slopestyle            | Sergei Tarassow     | Milu Multhaup-Appleton | Enzo Nilo              |
| 28. Januar 2011   | Adelboden         | Parallel-Riesenslalom | Andreas Lausegger   | Kaspar Flütsch         | Lukas Mathies          |
| 29. Januar 2011   | Adelboden         | Parallel-Riesenslalom | Kaspar Flütsch      | Andreas Lausegger      | Edwin Coratti          |
| 29. Januar 2011   | Isola 2000        | Snowboardcross        | Emanuel Perathoner  | Luca Matteotti         | Maciej Jodko           |
| 30. Januar 2011   | Isola 2000        | Snowboardcross        | Tommaso Leoni       | Luca Matteotti         | William Bankes         |
| 5. Februar 2011   | Vratna            | Parallel-Riesenslalom | Petr Šindelář       | Andreas Lausegger      | Lukas Mathies          |
| 6. Februar 2011   | Vratna            | Parallel-Riesenslalom | Andreas Lausegger   | Edwin Coratti          | Stanislaw Detkow       |
| 6. Februar 2011   | Cesis Ozolkalns   | Snowboardcross        | Ruben Arnold        | Alessandro Hämmerle    | Elias Koivumaa         |
| 11. Februar 2011  | Valberg           | Parallel-Riesenslalom | Andreas Lausegger   | Konstantin Shipilov    | Sylvain Dufour         |
| 12. Februar 2011  | Valberg           | Parallel-Riesenslalom | Andreas Lausegger   | Stefan Baumeister      | Lukas Mathies          |
| 12. Februar 2011  | Kongsberg         | Snowboardcross        | Stian Sivertsen     | Regino Hernández       | Martin Nörl            |
| 13. Februar 2011  | Kongsberg         | Snowboardcross        | Stian Sivertsen     | Regino Hernández       | Tommaso Leoni          |
| 19. Februar 2011  | Bukowel           | Big Air               | Alexei Sobolew      | Dmitrij Avgustinov     | Mateusz Ligocki        |
| 26. Februar 2011  | Klínovec          | Halfpipe              | Sergei Tarassow     | Lucien Koch            | Martin Černík          |
| 27. Februar 2011  | Klínovec          | Halfpipe              | Sergei Tarassow     | Aurel Anthamatten      | Nikolay Bilanin        |
| 28. Februar 2011  | Rogla             | Parallel-Riesenslalom | Izidor Šušteršič    | Jernej Demsar          | Andreas Lausegger      |
| 1. März 2011      | Rogla             | Parallelslalom        | Rok Marguč          | Sebastian Kislinger    | Tim Mastnak            |
| 5. März 2011      | Mavrovo           | Big Air               | Viktor Szigeti      | Jeremie Unterberger    | Julian Maschl          |
| 6. März 2011      | Mavrovo           | Slopestyle            | Viktor Szigeti      | Mario Benio            | Georgi Asenov Georgiev |
| 9. März 2011      | Sarajevo          | Slopestyle            | Mario Benio         | Luka Krajnik           | Jernei Pucko           |
| 10. März 2011     | Sarajevo          | Big Air               | Peter Podlogar      | Viktor Szigeti         | Daniel Vonach          |
| 12. März 2011     | Protasiv Yar      | Parallelslalom        | Andrei Sobolew      | Lukas Mathies          | Edwin Coratti          |
| 12. März 2011     | Rogla             | Big Air               | Peter Podlogar      | Ziga Erlac             | Matic Bezjak           |
| 13. März 2011     | Rogla             | Slopestyle            | Ziga Erlac          | Lozio Dimitrov         | Viktor Szigeti         |
| 18. März 2011     | Lenk              | Snowboardcross        | Ruben Arnold        | Tim Watter             | Clemens Bolli          |
| 19. März 2011     | Lenk              | Snowboardcross        | Alessandro Hämmerle | Mateusz Ligocki        | Maciej Jodko           |
| 25. März 2011     | Lachtal           | Parallel-Riesenslalom | Lukas Mathies       | Johann Stefaner        | David van Wijnkoop     |
| 26. März 2011     | Lachtal           | Parallelslalom        | Lukas Mathies       | Kim Sang-kyum          | Markus Strecha         |
| 26. März 2011     | Jasná             | Slopestyle            | Matej Matys         | Dmitry Repnikov        | Martin Mikyska         |
| 27. März 2011     | Lachtal           | Parallelslalom        | Lukas Mathies       | Alexander Bergmann     | Felix Widnig           |
| 27. März 2011     | Jasná             | Slopestyle            | Dmitry Repnikov     | Martin Mikyska         | Michał Ligocki         |

### Gesamtwertungen Männer
| Rang | Name                | Punkte |
| ---- | ------------------- | ------ |
| 1    | Lukas Mathies       | 4325   |
| 2    | Andreas Lausegger   | 4086   |
| 3    | Edwin Coratti       | 3585   |
| 4    | Stanislaw Detkow    | 2191   |
| 5    | Johann Stefaner     | 2132   |
| 6    | Sebastian Kislinger | 1968   |
| 7    | Alexander Bergmann  | 1916   |
| 8    | Felix Widnig        | 1905   |
| 9    | Alexander Payer     | 1865   |
| 10   | Konstantin Shipilov | 1553   |

| Rang | Name                | Punkte |
| ---- | ------------------- | ------ |
| 1    | Alessandro Hämmerle | 2038   |
| 2    | Tim Watter          | 1970   |
| 3    | Ruben Arnold        | 1835   |
| 3    | Maciej Jodko        | 1835   |
| 5    | Tommaso Leoni       | 1597   |
| 6    | William Bankes      | 1535   |
| 7    | Emanuel Perathoner  | 1325   |
| 8    | Mathias Schöpf      | 1309   |
| 9    | Tom Vasins          | 1090   |
| 10   | Martin Nörl         | 1070   |

| Rang | Name              | Punkte |
| ---- | ----------------- | ------ |
| 1    | Sergei Tarassow   | 2300   |
| 2    | Yannick Imboden   | 1065   |
| 3    | Aurel Anthamatten | 844    |
| 4    | Nikolay Bilanin   | 830    |
| 5    | Lars Bachmann     | 665    |
| 6    | Enzo Nilo         | 620    |
| 7    | Lucien Koch       | 605    |
| 8    | Lucas Baume       | 590    |
| 9    | Johannes Handle   | 557    |
| 10   | Jonas Zbinden     | 540    |

| Rang | Name                   | Punkte |
| ---- | ---------------------- | ------ |
| 1    | Mario Benio            | 1470   |
| 2    | Lozio Dimitrov         | 1260   |
| 3    | Viktor Szigeti         | 1050   |
| 4    | Dmitry Repnikov        | 900    |
| 5    | Georgi Asenov Georgiev | 805    |
| 6    | Julian Maschl          | 764    |
| 7    | Matej Matys            | 730    |
| 8    | Philip Toplitsch       | 710    |
| 9    | Daniel Vonach          | 705    |
| 10   | Martin Mikyska         | 700    |

| Rang | Name                   | Punkte |
| ---- | ---------------------- | ------ |
| 1    | Peter Podlogar         | 1000   |
| 2    | Viktor Szigeti         | 990    |
| 3    | Jeremie Unterberger    | 625    |
| 4    | Daniel Vonach          | 590    |
| 5    | Mario Benio            | 545    |
| 6    | Alexei Sobolew         | 500    |
| 7    | Julian Maschl          | 490    |
| 8    | Jernej Pucko           | 475    |
| 9    | Georgi Asenov Georgiev | 430    |
| 10   | Lozio Dimitrov         | 405    |

## Frauen

### Podestplätze Frauen
| Datum             | Austragungsort    | Disz.                 | Sieger                  | Zweiter                 | Dritter               |
| ----------------- | ----------------- | --------------------- | ----------------------- | ----------------------- | --------------------- |
| 27. Oktober 2010  | Saas-Fee          | Halfpipe              | Cilka Sadar             | Ursina Haller           | Nadja Purtschert      |
| 27. November 2010 | Hochfügen         | Parallel-Riesenslalom | Nicolien Sauerbreij     | Patrizia Kummer         | Anke Karstens         |
| 4. Dezember 2010  | Welschnofen       | Parallel-Riesenslalom | Camille de Faucompret   | Jekaterina Tudegeschewa | Swetlana Boldykowa    |
| 5. Dezember 2010  | Welschnofen       | Parallelslalom        | Jekaterina Tudegeschewa | Swetlana Boldykowa      | Patrizia Kummer       |
| 11. Dezember 2010 | Ratschings        | Parallel-Riesenslalom | Stefanie Müller         | Viktoria Stefaner       | Nadya Ochner          |
| 18. Dezember 2010 | Cortina d’Ampezzo | Snowboardcross        | Marion Perez            | Chloé Trespeuch         | Lorelei Schmitt       |
| 19. Dezember 2010 | Cortina d’Ampezzo | Snowboardcross        | Chloé Trespeuch         | Miriam Wuffli           | Sandra Daniela Gerber |
| 8. Januar 2011    | Puy-Saint-Vincent | Snowboardcross        | Deborah Anthonioz       | Charlotte Bankes        | Claire Chapotot       |
| 22. Januar 2011   | Les Deux Alpes    | Halfpipe              | Clémence Grimal         | Emma Bernard            | Joanna Zajac          |
| 23. Januar 2011   | Les Deux Alpes    | Halfpipe              | Katarzyna Rusin         | Emma Bernard            | Alexia Le Droumaguet  |
| 24. Januar 2011   | Les Deux Alpes    | Slopestyle            | Katarzyna Rusin         | Clémence Grimal         | Emma Bernard          |
| 28. Januar 2011   | Adelboden         | Parallel-Riesenslalom | Fränzi Mägert-Kohli     | Yvonne Schütz           | Viktoria Stefaner     |
| 29. Januar 2011   | Adelboden         | Parallel-Riesenslalom | Fränzi Mägert-Kohli     | Sabine Schöffmann       | Nadya Ochner          |
| 29. Januar 2011   | Isola 2000        | Snowboardcross        | Chloé Trespeuch         | Emma Bernard            | Miriam Wuffli         |
| 30. Januar 2011   | Isola 2000        | Snowboardcross        | Pauline Tilloy          | Tanja Besancet          | Julie Lundholdt       |
| 5. Februar 2011   | Vratna            | Parallel-Riesenslalom | Nathalie Desmeres       | Bernadette Ernst        | Stefanie Müller       |
| 6. Februar 2011   | Vratna            | Parallel-Riesenslalom | Nathalie Desmeres       | Bernadette Ernst        | Nadya Ochner          |
| 6. Februar 2011   | Cesis Ozolkalns   | Snowboardcross        | Miriam Wuffli           | Anastasia Asanova       | Tanja Besancet        |
| 11. Februar 2011  | Valberg           | Parallel-Riesenslalom | Nathalie Desmeres       | Stefanie Müller         | Aleksandra Król       |
| 12. Februar 2011  | Valberg           | Parallel-Riesenslalom | Nathalie Desmeres       | Nadya Ochner            | Cheyenne Loch         |
| 12. Februar 2011  | Kongsberg         | Snowboardcross        | Chloé Trespeuch         | Julie Lundholdt         | Tanja Besancet        |
| 13. Februar 2011  | Kongsberg         | Snowboardcross        | Anna Amor               | Maria Belykh            | Miriam Wuffli         |
| 26. Februar 2011  | Klínovec          | Halfpipe              | Clémence Grimal         | Emma Bernard            | Katarzyna Rusin       |
| 27. Februar 2011  | Klínovec          | Halfpipe              | Clémence Grimal         | Emma Bernard            | Katarzyna Rusin       |
| 28. Februar 2011  | Rogla             | Parallel-Riesenslalom | Nadya Ochner            | Gloria Kotnik           | Stefanie Müller       |
| 1. März 2011      | Rogla             | Parallelslalom        | Stefanie Müller         | Sabine Schöffmann       | Ina Meschik           |
| 5. März 2011      | Mavrovo           | Big Air               | Anna Gyarmati           | Andrea Ugrinovska       | Stanimira Karadocheva |
| 6. März 2011      | Mavrovo           | Slopestyle            | Andrea Ugrinovska       | Anna Gyarmati           | Iva Vavic             |
| 9. März 2011      | Sarajevo          | Slopestyle            | Anna Gyarmati           | Sara Domajnko           | Taia Krpar            |
| 10. März 2011     | Sarajevo          | Big Air               | Anna Gyarmati           | Vesna Kajzer            | Sara Domajnko         |
| 12. März 2011     | Protasiv Yar      | Parallelslalom        | Annamari Tschundak      | Daria Kochanova         | Nadya Ochner          |
| 12. März 2011     | Rogla             | Big Air               | Klaudia Medlová         | Anna Gyarmati           | Vesna Kajzer          |
| 13. März 2011     | Rogla             | Slopestyle            | Klaudia Medlová         | Vesna Kajzer            | Sara Domajnko         |
| 18. März 2011     | Lenk              | Snowboardcross        | Chloé Trespeuch         | Miriam Wuffli           | Sandra Daniela Gerber |
| 19. März 2011     | Lenk              | Snowboardcross        | Tanja Besancet          | Chloé Trespeuch         | Julie Lundholdt       |
| 25. März 2011     | Lachtal           | Parallel-Riesenslalom | Tanja Brugger           | Nadya Ochner            | Hilde Katrine Engeli  |
| 26. März 2011     | Lachtal           | Parallelslalom        | Viktoria Stefaner       | Bernadette Ernst        | Cheyenne Loch         |
| 26. März 2011     | Jasná             | Slopestyle            | Anna Gyarmati           | Klaudia Medlová         | Martina Molnarova     |
| 27. März 2011     | Lachtal           | Parallelslalom        | Rosa Czipf              | Viktoria Stefaner       | Bernadette Ernst      |
| 27. März 2011     | Jasná             | Slopestyle            | Klaudia Medlová         | Anna Gyarmati           | Sara Domajnko         |

### Gesamtwertungen Frauen
| Rang | Name              | Punkte |
| ---- | ----------------- | ------ |
| 1    | Nadya Ochner      | 3882   |
| 2    | Stefanie Müller   | 3785   |
| 3    | Viktoria Stefaner | 3735   |
| 4    | Bernadette Ernst  | 2944   |
| 5    | Aleksandra Król   | 2341   |
| 6    | Rosa Czipf        | 2250   |
| 6    | Nathalie Desmares | 2250   |
| 8    | Cheyenne Loch     | 2130   |
| 9    | Yvonne Schütz     | 2110   |
| 10   | Ladina Jenny      | 1936   |

| Rang | Name                  | Punkte |
| ---- | --------------------- | ------ |
| 1    | Chloé Trespeuch       | 3170   |
| 2    | Miriam Wuffli         | 2638   |
| 3    | Tanja Besancet        | 2450   |
| 4    | Pauline Tilloy        | 2145   |
| 5    | Sandra Daniela Gerber | 1805   |
| 5    | Julie Lundholdt       | 1805   |
| 7    | Anastasia Asanova     | 1416   |
| 8    | Ana Amor              | 1300   |
| 9    | Maria Belykh          | 1235   |
| 10   | Charlene Gruffy       | 1220   |

| Rang | Name                 | Punkte |
| ---- | -------------------- | ------ |
| 1    | Emma Bernard         | 1850   |
| 2    | Clémence Grimal      | 1820   |
| 3    | Katarzyna Rusin      | 1525   |
| 4    | Alexia Le Droumaguet | 1080   |
| 5    | Joana Zajac          | 950    |
| 6    | Magdalena Hadt       | 670    |
| 7    | Caroline Höckel      | 540    |
| 8    | Cilka Sadar          | 500    |
| 9    | Nicole Gsponer       | 480    |
| 10   | Evelien Derde        | 420    |

| Rang | Name                 | Punkte |
| ---- | -------------------- | ------ |
| 1    | Anna Gyarmati        | 2025   |
| 2    | Klaudia Medlová      | 1400   |
| 3    | Sara Domajnko        | 1250   |
| 4    | Andrea Ugrinovska    | 1085   |
| 5    | Tjasa Gasperlin      | 925    |
| 6    | Vesna Kajzer         | 650    |
| 7    | Angelina Georgievska | 610    |
| 8    | Katarzyna Rusin      | 500    |
| 9    | Clémence Grimal      | 400    |
| 10   | Emma Bernard         | 300    |

| Rang | Name                  | Punkte |
| ---- | --------------------- | ------ |
| 1    | Anna Gyarmati         | 1400   |
| 2    | Vesna Kajzer          | 700    |
| 3    | Andrea Ugrinovska     | 600    |
| 4    | Sara Domajnko         | 550    |
| 5    | Klaudia Medlová       | 500    |
| 6    | Angelina Georgievska  | 410    |
| 7    | Stanimira Karadocheva | 300    |
| 8    | Iva Vavic             | 250    |
| 9    | Teodora Damjanova     | 225    |
| 9    | Karmen Potocnik       | 225    |